# United Navigation
Die United Navigation GmbH war ein 100-prozentiges Tochterunternehmen der MairDumont-Gruppe mit Sitz in Ostfildern bei Stuttgart.
Im Jahr 1948 begann der Falk-Verlag mit den patentgefalteten Falk-Stadtplänen. Nach Verkauf des Verlages, zunächst an Bertelsmann, dann an Mairs Geographischer Verlag wurden Daten für mobile Navigationsgeräte vertrieben. Dieser Geschäftsbereich wurde 2003 mit Marco Polo New Media zur Falk Marcopolo Interactive GmbH zusammengelegt und ab 2009 unter dem Namen Falk Navigation geführt.
Nach dem Erwerb der Markenrechte für die Becker-Navigationsgeräte im Jahr 2010 firmierte das Unternehmen unter dem Namen United Navigation.
Bei den mobilen Navis gehörte die Firma (Markennamen „Becker“ und „Falk“) zeitweise zu den drei größten Anbietern, bei Outdoor-Navis war sie der zweitgrößte Hersteller nach Garmin. Wesentliche Absatzmärkte waren Deutschland, Österreich, Schweiz, Belgien und die Niederlande.
Nach einem erfolglosen Eigenverwaltungsverfahren war die Firma seit dem 1. April 2017 insolvent. Kostenlose Kartenupdates wurden ab März 2018 nicht mehr angeboten.